# Shinzo Koroki
Shinzo Koroki (Miyazaki, Prefectura de Miyazaki, Japó, 31 de juliol de 1986) és un futbolista japonès. És un àgil golejador qui juga actualment per la J. League, al primer equip del club Urawa Red Diamonds.

## Selecció japonesa
Shinzo Koroki va disputar 12 partits amb la selecció japonesa.